# Travis Perkins
Travis Perkins plc er en britisk virksomhed, der handler med byggematerialer. Der handles engros, og der handles detail igennem ejerskab af flere byggemarkedskæder. Selskabet er baseret i Northampton og børsnoteret på London Stock Exchange. De omsætter for 4,995 mia. britiske pund (2022).
Virksomheden blev etableret i 1988 ved en fusion imellem Sandell Perkins og Travis & Arnold, hvorefter virksomhedens navn blev Travis Perkins.